# (1244) Deira
(1244) Deira es un asteroide que forma parte del cinturón de asteroides y fue descubierto por Cyril V. Jackson el 25 de mayo de 1932 desde el observatorio Union de Johannesburgo, República Sudaficana.

## Designación y nombre
Deira fue designado al principio como 1932 KE.
Más adelante se nombró por Deira, antiguo nombre de una región del centro de Inglaterra donde nació el descubridor.

## Características orbitales
Deira está situado a una distancia media de 2,343 ua del Sol, pudiendo acercarse hasta 2,113 ua y alejarse hasta 2,573 ua. Su inclinación orbital es 8,695° y la excentricidad 0,09803. Emplea en completar una órbita alrededor del Sol 1310 días.